# Reserva índia Chemehuevi
La reserva índia Chemehuevi és una reserva índia de la tribu reconeguda federalment dels chemehuevi, que conformen la branca més meridional dels paiute del sud. Per tal de celebrar llur organització sota la Llei de Reorganització Índia, reconeixement tribal i ratificació de llur constitució, la tribu celebra els Nuwuvi Days, un festival anyal durant el primer cap de setmana de juny.

## Reserva
La reserva índia Chemehuevi (34° 24′ 42″ N, 114° 21′ 21″ O / 34.41167°N,114.35583°O) es troba al comtat de San Bernardino (Califòrnia) fent frontera amb el llac Havasu a 40 kilòmetres i al llarg del riu Colorado. Té una superfície de 30.653 acres (124,05 km²) i una població de 345 habitants tot i que hi ha 700 individus registrats com a membres de la tribu.

## Govern
La tribu Chemehuevi té la seu a Havasu Lake (Califòrnia). La tribu es regeix per un consell tribal de 9 membres escollits democràticament.

## Desenvolupament econòmic
La tribu té la propietat i gestió del Havasu Landing Resort and Casino al llac Havasu, vora Needles (Califòrnia).